# Associate degree

L'Associate Degree, Associate's Degree (traduit comme « Diplôme d'associé »), Associate diploma ou Grade d'associé au Canada est un diplôme américain, canadien, australien ou néerlandais attribué aux étudiants qui ont validé avec succès un cursus d'études supérieures d'une durée de deux ans,. Il est accordé par certains colleges ou collèges communautaires (community colleges) et par certaines universités. Il existe de très nombreux types de diplômes de ce genre parmi lesquels l'Associate of Arts (AA) pour la littérature et les sciences humaines, l'Associate of Science (AS) en sciences ou l'Associate of Science in Nursing (ASN) en soins infirmiers.
L'Associate Degree ou le Grade d'associé est l'« équivalent » en France d'un DEUG, d'un BTS ou encore d'un DUT en fonction de la matière,. Au Québec, il est l'équivalent d'un DEC technique (3 ans) mais pas d'un DEC préuniversitaire (2 ans).